# William Harold Ingrams
William Harold Ingrams (* 3. Februar 1897; † 9. Dezember 1973) war ein britischer Kolonialbeamter.

## Leben
Der Sohn eines Geistlichen in Shrewsbury wurde als Soldat im Ersten Weltkrieg verwundet und schloss sich anschließend dem British Colonial Service an. Er diente zunächst in Sansibar und Mauritius, bevor er 1934 in das Aden Protectorate kam. Aus administrativen Gründen wurde das Aden Protectorate 1937 in ein Eastern Protectorate  und ein Western Protectorate geteilt. Ingrams kam im Eastern Aden Protectorate als Resident Adviser an den Hof des Sultans von Shihr und Mukalla. Mit seiner Frau Doreen (1906–1997) war er einer der ersten Europäer, der in arabischer Kleidung das abgelegene Hinterland mit Esel und Kamel bereiste. Dort wurde er bekannt für den sog. „Ingrams Peace“, den er und Doreen 1937 zwischen verfeindeten Stämmen im Wadi vermittelten. Zunächst hatte er jedoch mit rücksichtslosen Bombenangriffen auf die Zivilbevölkerung den Landfrieden erzwungen, der dann um drei, später um zehn Jahre verlängert, die Grundlage für einen bisher nicht gekannten Wirtschaftsaufschwung und bald folgende administrative Reformen in der Armee und im Zollwesen schuf.
1945 wurde Ingrams vom Colonial Office an die  Control Commission for Germany/British Element in Bad Salzuflen abgeordnet. Dort war er verantwortlich für die institutionelle Demokratisierung in der britischen Zone. Seine Vorschläge zur Neuorganisation der Verwaltung und von Wahlen orientierten sich am britischen Modell, zu dem es nach seiner Überzeugung keine Alternativen gab. Ingrams war geneigt, die Deutschen so zu behandeln, als ob sie ein intelligenter Stamm von Beduinen wären. Diskussionen im schattigen Zelt waren so lange erlaubt, bis der Resident Officer mit dem Stock auf den Boden schlug und er dann seine Entscheidung bekannt gab. Diese Haltung verärgert die Deutschen.
Im Jahr 1947 kehrte er als Chief Commissioner of the Northern Territories (für die nördliche Goldküste; heute ein Teil von Ghana) in das Colonial Office zurück, trat aber bereits ein Jahr später in den Ruhestand. Das Colonial Office konsultierte ihn jedoch weiterhin zu schwierigen Fragen und beteiligte ihn an Missionen nach Gibraltar, Hongkong und Uganda. Von dieser Beratungsarbeit zog er sich 1968 endgültig zurück.

## Nachlass
Das am Churchill College in Cambridge angesiedelte Churchill Archive Centre ist im Besitz von sieben Archivboxen mit dem schriftlichen Nachlass von Ingrams, die die Witwe des Kolonialbeamten dem Archiv überließ.

## Schriften (Auswahl)
- Arabia and the Isles. Its History and its People, with a Forword by Lt-Col Sir Bernard Reilly. J. Murray, London 1942.
  - deutsch: Befriedete Wüste. Rohrer, Wiesbaden 1950.
  - Arabia and the isles. Its History and its People, 3rd edition with an Introduction Covering the Recent Developments in South Western Arabia. Praeger, New York, 1966.
- Seven Across the Sahara, from Ash to Accra, John Murray, London, 1949.
- Hong Kong, HM Stationery Office, London, 1952.
- Uganda: A Crisis of Nationhood, HM Stationery Office, London, 1960.
- The Yemen: Imams, Rulers and Revolutions, John Murray, London, 1963.
- Zanzibar: Its History and Its People, Cass, London, 1967.